# Anemonia viridis
Anemonia viridis es una especie de cnidario antozoo de la familia Actiniidae. En España recibe el nombre de anémona de mar común (como a la especie Anemonia sulcata); en Andalucía la llaman ortiguilla u ortiga de mar.
Es una anémona de mar común en las costas europeas, tanto atlánticas, como mediterráneas. En España son cultivadas para consumo humano.
Hay disparidad entre autores taxonómicos sobre si se trata de la misma especie que Anemonia sulcata, o ambas son subespecies diferentes.

## Morfología
Su cuerpo es cilíndrico. Su extremo basal es un disco plano que funciona como pie, el disco pedal, que le permite desplazarse, y su extremo apical es el disco oral, el cual tiene la boca en el centro, y alrededor tentáculos compuestos de cnidocitos, células urticantes provistas de neurotoxinas paralizantes en respuesta al contacto. La anémona utiliza este mecanismo para evadir enemigos o permitirle ingerir presas más fácilmente hacia la cavidad gastrovascular. 
Esta especie presenta dos variedades: una de éstas es de color marrón claro, y la otra presenta una coloración verde claro, con las puntas de los tentáculos color púrpura y sus bases color rojo. La columna es lisa, con discretas verrugas en el borde del parapeto, y alcanza una media de 8 cm de alta. Existen opiniones que sugieren que la variedad marrón es una especie distinta, pero no está confirmado.
Los tentáculos son retráctiles dentro de su columna, aunque raramente lo están, salvo cuando quedan al aire en mareas bajas, llenando la columna de agua marina hasta que el mar vuelve a cubrirla. Cuenta con unos 200 largos tentáculos, que pueden alcanzar los 20 cm de largo.

## Hábitat y comportamiento
Es una especie de zonas litorales, que prefiere áreas expuestas a corrientes y soleadas. Frecuentemente en zonas intermareales y en piscinas. Se encuentra en rocas y grietas, así como anclada a kelp o algas como Zostera marina. 
Su rango de profundidad es entre 0 y 20 m, aunque raramente por debajo de 12 m. No obstante, se reportan localizaciones hasta 27 m de profundidad, y a temperaturas entre 11.63 y 12.34 °C.
Mantiene relaciones mutualistas con el cangrejo araña Inachus phalangium, y con el gobio Gobius bucchichi, que son inmunes a los nematocistos de la anémona, encontrando protección frente a predadores entre sus tentáculos, y limpiándola, a cambio, de detritus y parásitos.

## Distribución geográfica
Se distribuyen en aguas del Atlántico noreste, desde Noruega hasta el estrecho de Gibraltar y el mar Mediterráneo. Siendo común en el Reino Unido, Francia, España, Portugal, Italia, Grecia, y, probablemente la costa atlántica norteafricana.

## Alimentación
Como la mayoría de las anémonas marinas, posee algas simbiontes, llamadas zooxantelas. Las algas realizan la fotosíntesis produciendo oxígeno y azúcares, que son aprovechados por las anémonas, y se alimentan de los catabolitos de la anémona (especialmente fósforo y nitrógeno). No obstante, las anémonas se alimentan tanto de los productos que generan estas algas, entre un 75 y un 90 %, como de las presas de plancton o peces, que capturan con sus tentáculos. Es una especie predadora carnívora, que se alimenta de peces pequeños, crustáceos y moluscos. También se alimenta de fitoplancton y zooplancton.
También capturan materia orgánica disuelta del agua, como aminoácidos y glucosa, a través de células ectodermales de los tentáculos.

## Reproducción
A. viridis se reproduce tanto asexualmente, por fisión longitudinal, en la que el animal se divide por la mitad de su boca formando dos clones; o utilizando glándulas sexuales. La forma de reproducción más usual es la fisión longitudinal, que comienza por el disco basal, hasta que el animal se divide literalmente en dos partes. El proceso completo de división dura entre 5 minutos y 2 horas. Después de la división, cada animal cuenta con un incompleto anillo de tentáculos y una boca no centrada, que irán completando y centrando, respectivamente, con el paso de los días.  
Las gónadas de A. viridis ocupan entre el 6 y el 12% de la masa total del animal. En la reproducción sexual son hermafroditas, ovíparos, y de fertilización externa. Lo que significa que el esperma y los huevos, entre 11 y 100, son producidos separadamente, y expulsados y fertilizados fuera del cuerpo de la madre. El proceso de fertilización se completa en unas 3.30 horas. Las larvas resultantes se dispersan entre 1 y 10 km, y deambulan por la columna de agua entre 2 y 10 días, hasta que se asientan en el sustrato y se transforman a la forma pólipo.
Tienen una esperanza de vida entre 20 y 100 años.

## Mantenimiento
Se debe dotar al tanque de rocas donde se pueda fijar. La iluminación deberá ser intensa. El acuario deberá contar con, al menos, 9 meses de maduración y, aparte de aditar oligoelementos, se recomienda la adición de yodo.
Su mantenimiento en acuario requiere que se le ofrezca alimento cada dos o tres días, en forma de mejillones hervidos, trozos de gamba o merluza en trozos finos. En casos de animales que se muestren retraídos permanentemente, y que nos hagan suponer que no han sido alimentados, se debe forzar la introducción del alimento, con cuidado de no dañar al animal. 
Son especies territoriales que compiten ferozmente por su zona de caza incluso con congéneres. Este dato se deberá de tener muy en cuenta a la hora de su mantenimiento en acuario, sobre todo en aquellos densamente poblados con corales, a los que no dudará en atacar.

## Galería de imágenes

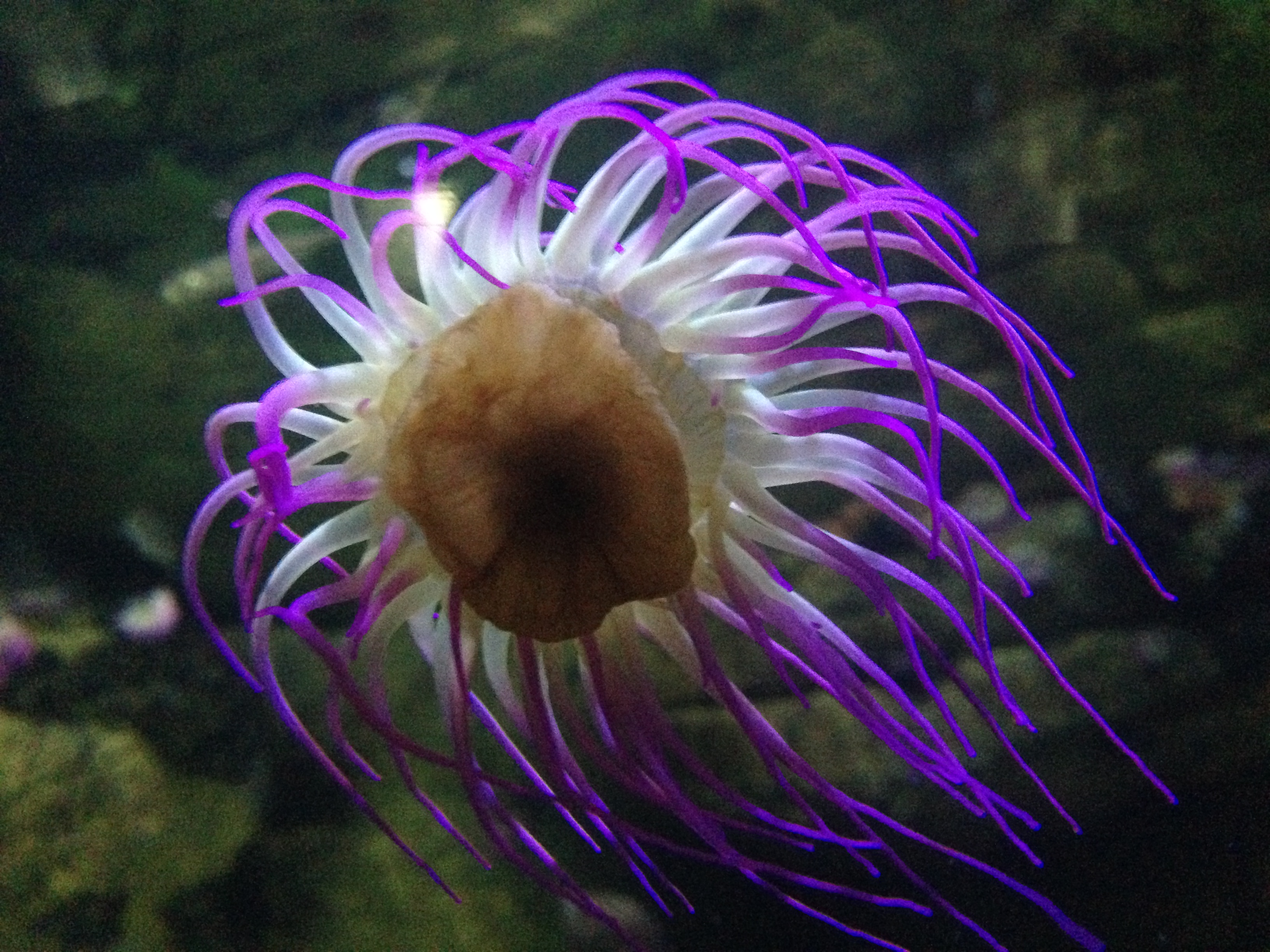
Vista de A. viridis bajo luz actínica mostrando su disco pedal.
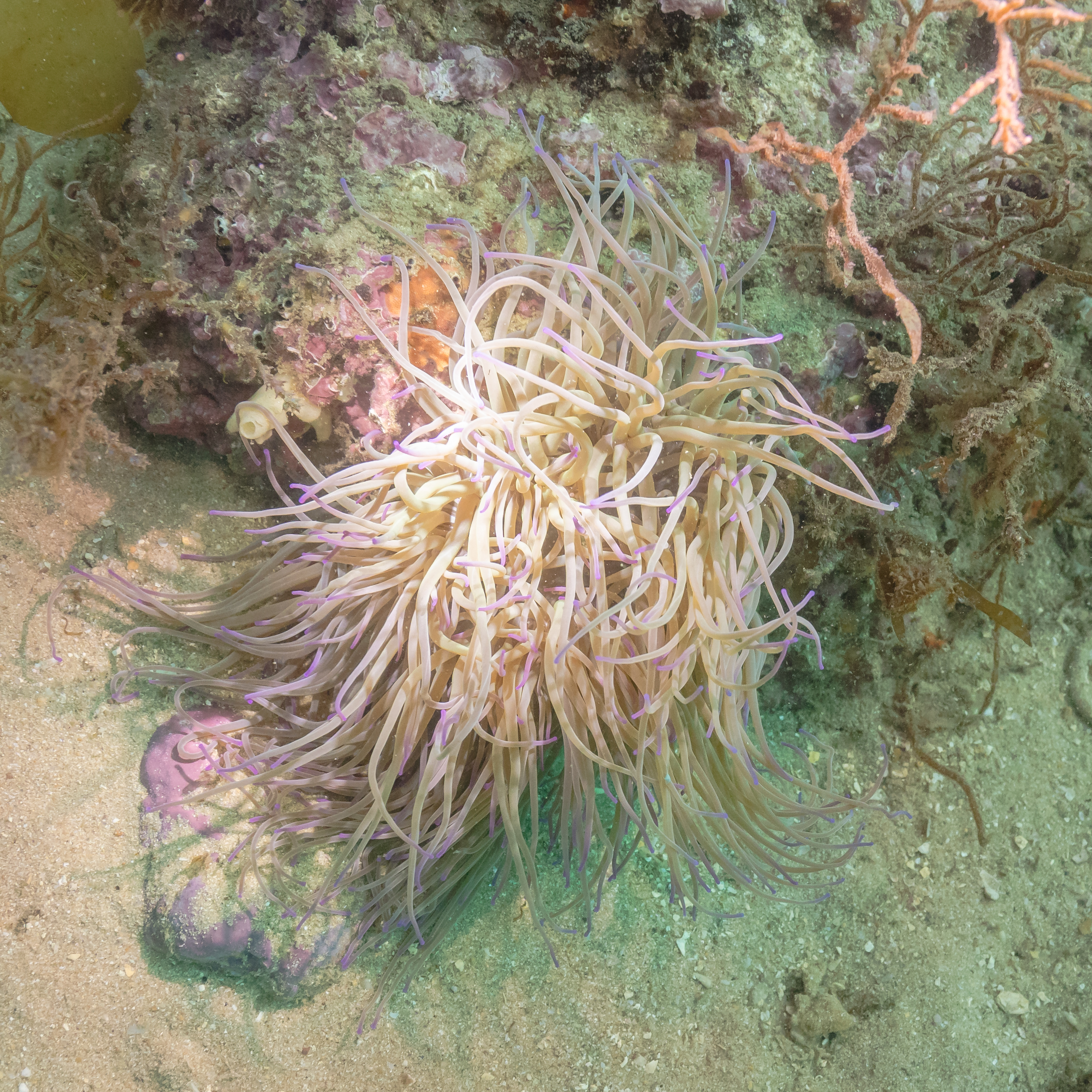
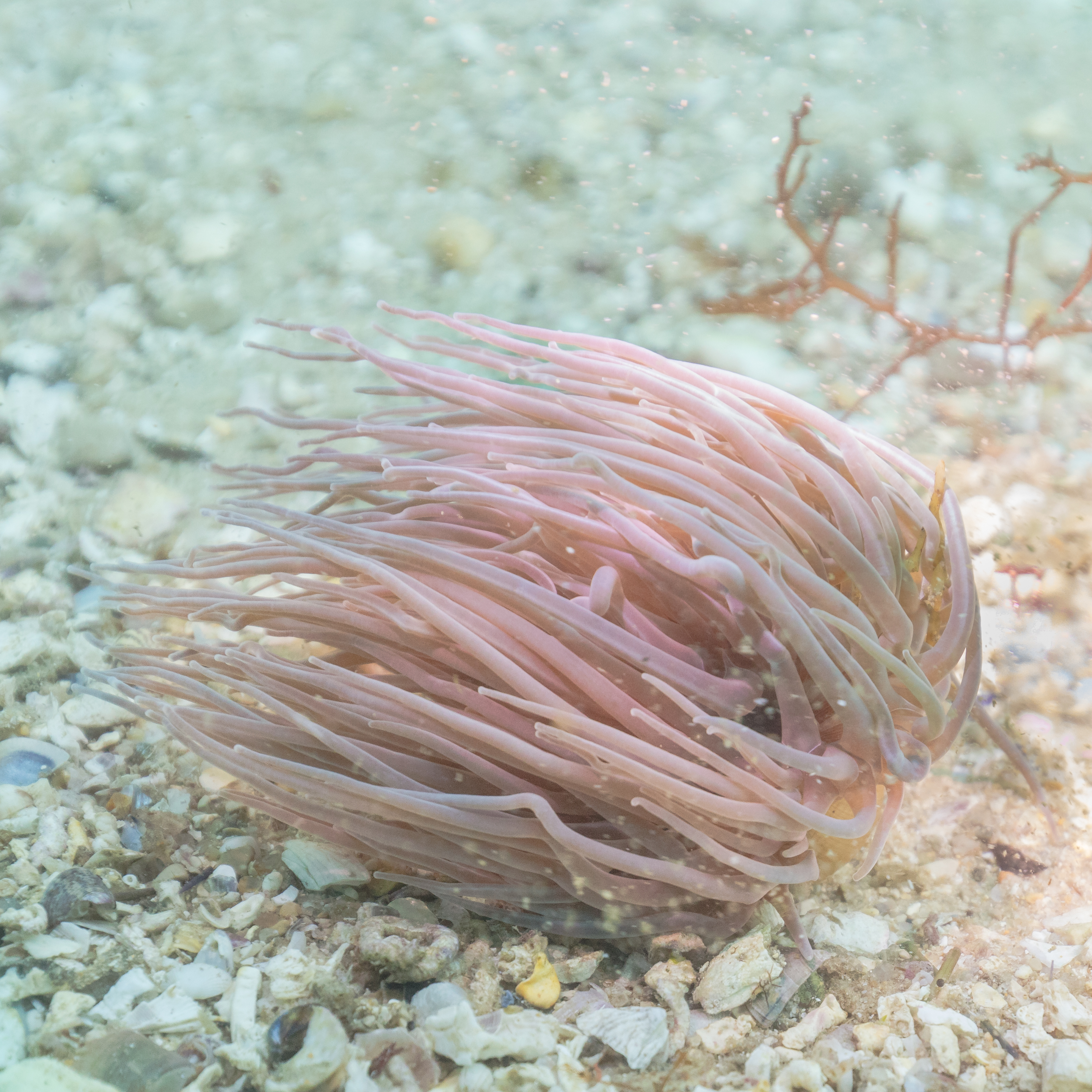
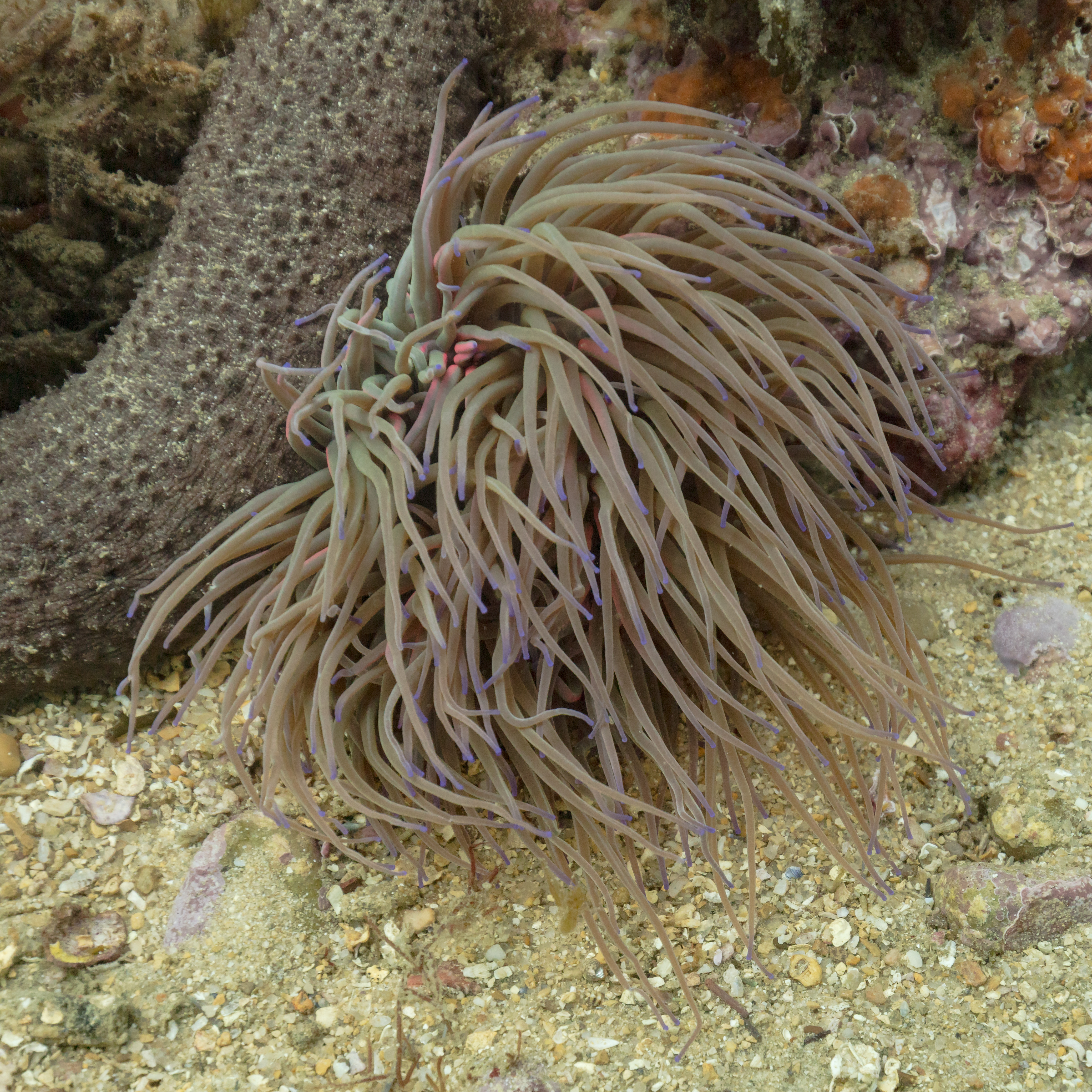
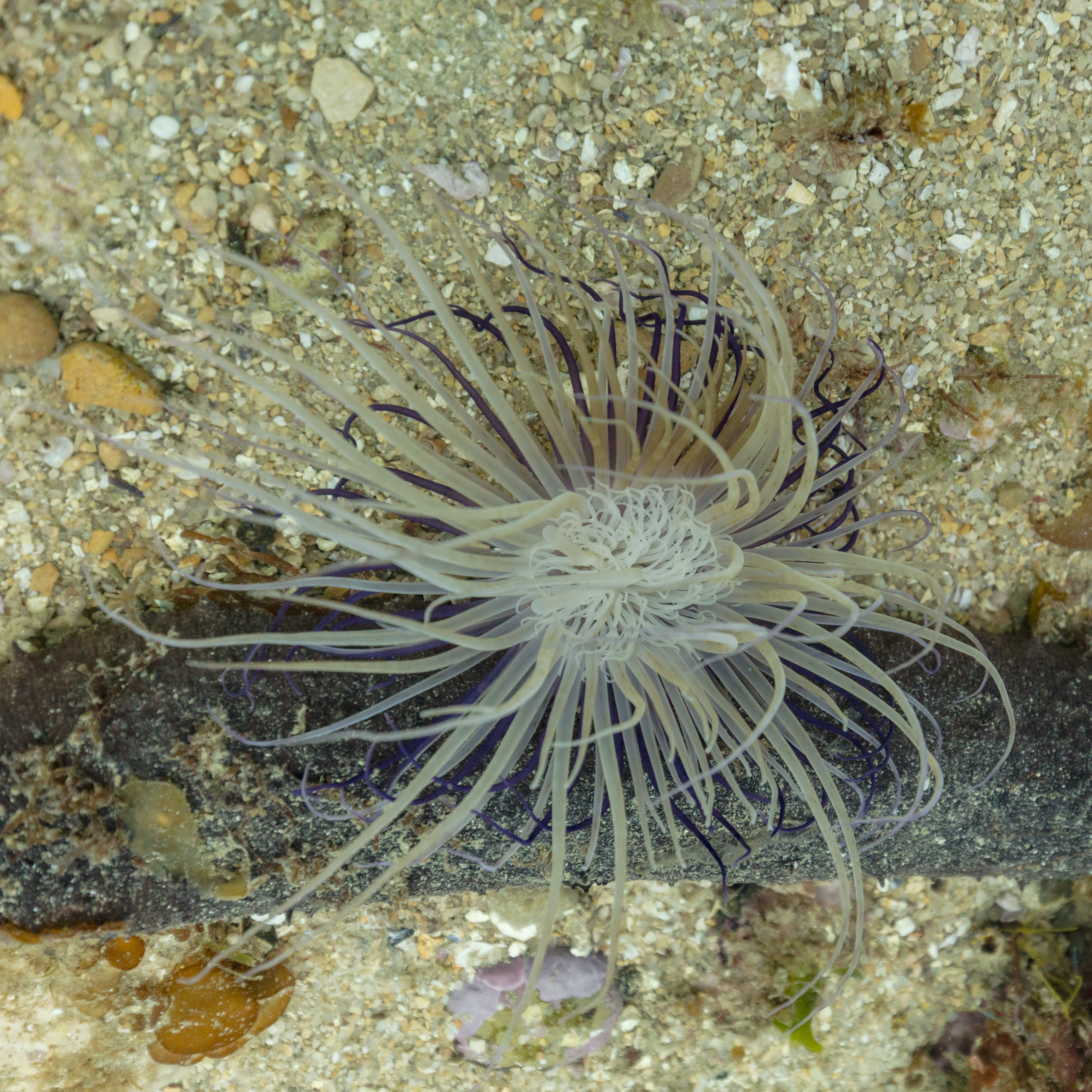